# マーティン・ニールセン
マーティン・ニールセン（Martin Nielsen、1974年10月19日 - ）は、デンマークのミュージシャン。元ディジー・ミズ・リジーのベーシスト。
1974年コペンハーゲンに生まれる。
1994年にロックバンドのディジー・ミズ・リジーのメンバーとしてデビュー、ベーシストとして活躍した。ボーカルであったティム・クリステンセンとは小学校の頃からの友人。
| スタブアイコン | サブスタブ | この項目は、まだ閲覧者の調べものの参照としては役立たない、音楽関係者（バンド等）に関連した書きかけの項目です。この項目を加筆・訂正などしてくださる協力者を求めています（P:音楽/PJ:芸能人）。 |